# Сухін Віктор Вікторович
Ві́ктор Ві́кторович Су́хін (17 грудня 1979 — 10 січня 2018) — солдат Збройних сил України, учасник російсько-української війни.

## Життєпис
Народився 1979 року в селі Димине (Новоукраїнський район, нині — Кропивницький район Кіровоградська область).
В часі війни — солдат, водій-навідник 3-го відділення 1-го взводу 2-ї мотопіхотної роти 34-го батальйону; на військовій службі за контрактом з 30 листопада 2017 року.
10 січня 2018-го загинув під час виконання бойового завдання від мінно-вибухової травми внаслідок підриву БРДМ-2 на невстановленому вибуховому пристрої поблизу селища Піски (Ясинуватський район) — техніка долала річку, підрив був настільки потужним, що БРДМ перевернулась, її частини розкидало на більш як 200 метрів. Тоді ж загинув солдат Геннадій Вегера.
15 січня 2018 року похований в селі Димине.
Без Віктора лишилися мама, брат, дружина та донька 2008 р.н.

## Нагороди та вшанування
- Указом Президента України № 98/2018 від 6 квітня 2018 року, «за особисту мужність і самовіддані дії, виявлену у захисті державного суверенітету та територіальної цілісності України, зразкове виконання військового обов'язку», нагороджений орденом «За мужність» III ступеня (посмертно)[1].
- Вшановується в меморіальному комплексі «Зала пам'яті», в щоденному ранковому церемоніалі 10 січня[2][3].